# Instituto Atlético Central Córdoba
Instituto Atlético Central Córdoba, kortweg Instituto of Instituto de Córdoba, is een Argentijnse voetbalclub uit Córdoba.
De club werd in 1918 opgericht door spoorwegarbeiders als Instituto Ferrocarril Central Córdoba. Zes jaar later werd de huidige naam aangenomen. Van 1925 tot 1928 won de club de regionale Liga Cordobesa. Toen in 1931 het professionele voetbal ingevoerd werd zakte de club weg en bereikte in 1972 pas het tweede niveau. Van 1985 tot 1990 speelde de club op het hoogste niveau. In 1999 won de club de Primera B Nacional en promoveerde weer naar de Primera División. Instituto degradeerde direct en won in 2003 opnieuw de Primera B Nacional. Na twee seizoenen degradeerde de club weer.
Instituto speelt in het Estadio Presidente Perón (El Monumental de Alta Córdoba) in de wijk Alta Córdoba dat plaats biedt aan 26.535 toeschouwers. Club Atlético Racing, dat in dezelfde wijk speelt, is de grootste rivaal.

## Erelijst
- Primera B Nacional

1999, 2004
- Liga Cordobesa de Fútbol

1925, 1926, 1927, 1928, 1961, 1966, 1972
- Liga Cordobesa Segunda División

1919, 1920 , 1941, 1946

## Bekende (oud-)spelers
- Osvaldo Ardiles
- Gonzalo Bergessio
- Marcelo Bielsa
- Ramiro Castillo
- Oscar Dertycia
- Paulo Dybala
- Jorge Gabrich
- Mario Kempes
- Diego Klimowicz
- Javier Klimowicz